# EG Весов
EG Весов (лат. EG Librae) — одиночная переменная звезда в созвездии Весов на расстоянии (вычисленном из значения параллакса) приблизительно 34260 световых лет (около 10504 парсеков) от Солнца. Видимая звёздная величина звезды — от более +12,5m до +11m.

## Характеристики
EG Весов — красная пульсирующая переменная звезда, мирида (M) спектрального класса M5.